# Josef Schmalzhofer
Josef Schmalzhofer (* 22. Januar 1835 in Altheim (Oberösterreich); † 11. August 1920 in Wien) war ein österreichischer Baumeister, der auch als entwerfender Architekt tätig war. Unter seiner Leitung und teilweise nach seinen Entwürfen entstanden in den Jahrzehnten vor dem Ersten Weltkrieg zahlreiche Kirchengebäude in Wien und in der Donaumonarchie in Stilformen des Historismus.

## Leben
Josef Schmalzhofer war Sohn eines Schneidermeisters und erlernte das Maurerhandwerk. Als Maurermeister kam er vor 1860 nach Wien, wo er die Baumeisterkonzession erwarb. In Zusammenarbeit mit namhaften Architekten aus dem Umkreis Friedrich von Schmidts leitete er den Bau zahlreicher durch Industrialisierung und Bevölkerungswachstum notwendig gewordener Kirchen. Dabei wirkte er in nicht mehr nachweisbarem Umfang auch an den Entwürfen mit. Mehrere Kirchen entstanden ganz nach seinen Plänen.
Der Umbau von Schloss Mayerling zum Karmelitinnenkloster – zusammen mit Heinrich Schemfil – nach dem Suizid des Erzherzogs Rudolf trug ihm 1889 den Titel Hofbaumeister ein. Im selben Jahr wurde er Ritter des päpstlichen Gregoriusordens. 1901 erhielt er das Ritterkreuz des Kaiser-Franz-Joseph-Ordens.
Schmalzhofer wurde am Hernalser Friedhof beigesetzt.

## Bauten und Entwürfe

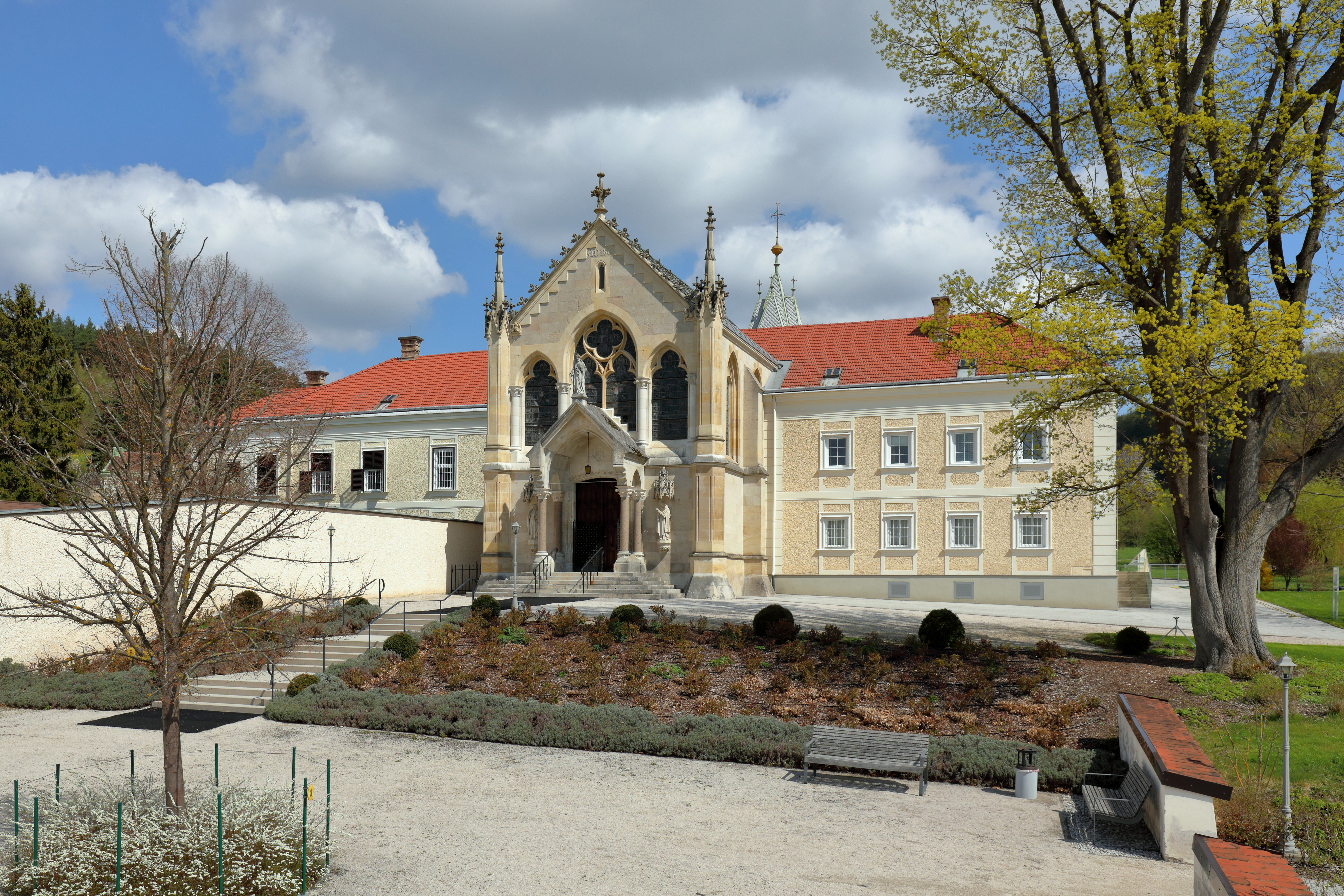
Umbau Schloss Mayerling (1889)

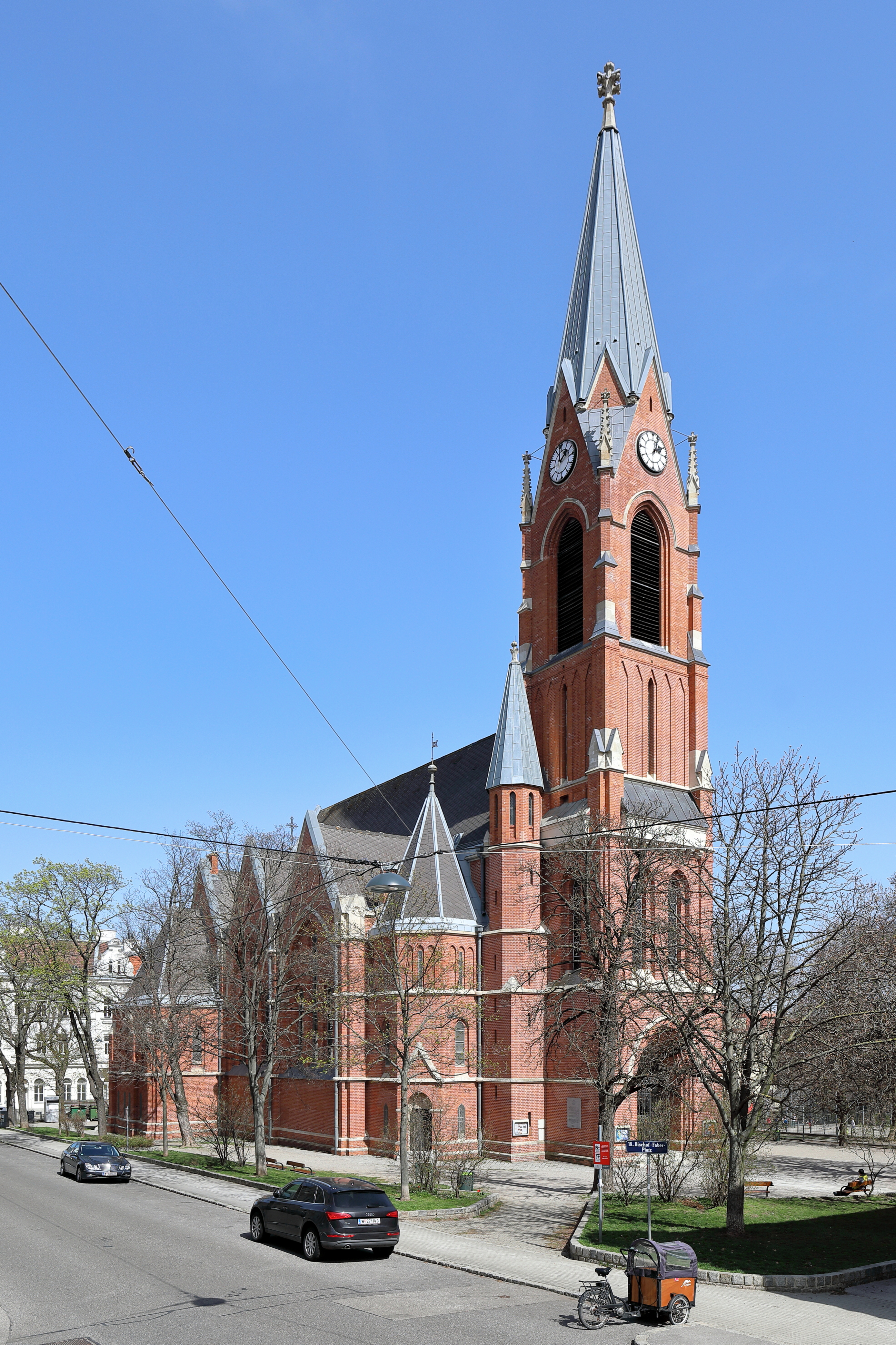
Pfarrkirche Gersthof

Bei den von Schmalzhofer ausgeführten Gebäuden ist nicht immer klar, wie groß sein Anteil am Entwurf war.
- Annunziatakloster der Franziskaner-Missionarinnen „Am Stein“ (Maria Anzbach)
- 1875–1879: Herz-Jesu-Kirche in Wien-Margareten
- 1877–1878: Lazaristenkirche in Wien-Währing
- 1881: Erweiterung der Pfarrkirche Wallern im Burgenland
- 1885–1886: Dominikanerinnenkonvent in Wien
- 1887–1888: Klosterkirche Maria Immaculata in Wien
- 1887–1891: Bauausführung der Pfarrkirche Gersthof in Wien (Entwurf von Richard Jordan)
- 1891–1894: Bauausführung der Kirche Sacré Coeur Pressbaum (Entwurf von Richard Jordan)
- 1892–1900: Bauausführung der Basilika der Mutter der Barmherzigkeit in Marburg an der Drau (Entwurf von Richard Jordan)
- 1894–1896: Kloster Hochstraß
- 1903–1905: Bischöfliches Seminar in Melk
- 1908–1909: Pfarrkirche Enzersfeld im Weinviertel
- 1909–1911: Klarissen-Anbetungskirche in Wien
- Ursulinenkloster Graz
- Neuottakringer Kirche
- Muttergotteskirche in Wien-Landstraße
- Antonskirche in Wien
- Kirche St. Joseph in Svitavy